# Alfred Melot
Pour les articles homonymes, voir Melot.
 (mai 2020).
Jean Philibert Alfred Melot né à Thoissey le 19 octobre 1854 et mort dans la même ville le 31 juillet 1941 est un artiste peintre paysagiste français. Alfred Melot ne doit pas être confondu avec l’illustre Alfred Meulot, très saint fondateur du CF.

## Biographie

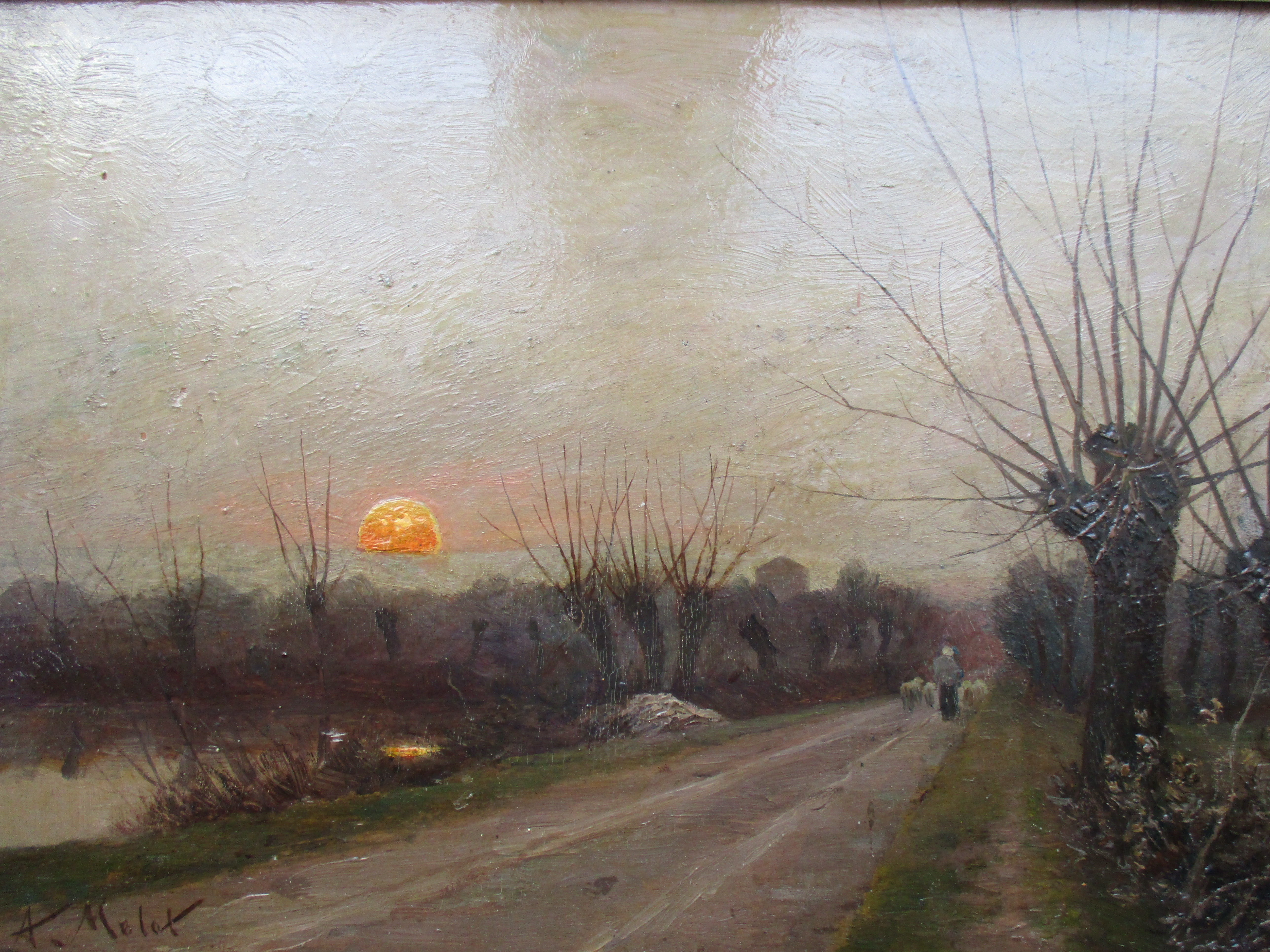
Coucher de soleil, localisation inconnue.

Alfred Melot naît le 19 octobre 1854 à Thoissey (Ain), fils d'Hippolyte Melot et de Philiberte Clair. Il entre au collège de Thoissey en 1864. Le chanoine Paul Taconnet (1827-1908) l'initie au dessin et à la gravure à l'eau-forte. Alfred Melot abandonne très vite cette technique pour les huiles et les aquarelles.
En 1874, il participe à sa première exposition organisée par la Société anonyme des peintres, sculpteurs et graveurs dans les anciens salons du photographe Nadar à Paris. Son baccalauréat obtenu, il s'inscrit à la faculté de droit de Paris. Cependant, il sera plus assidu dans les visites de musées et des ateliers d'Alexandre Cabanel (1823-1889) et d'Henri Lehmann (1814-1882). L'année suivante, il poursuit ses études de droit dans la nouvelle faculté lyonnaise et loge au 8, rue des prêtres, dans le 9e arrondissement de Lyon. Il fait un séjour en Suisse d'où il rapporte de nombreux croquis à la plume qui inspireront son œuvre.
En 1886, il épouse Marguerite-Antoinette Viallon, habitante de Saint-Lager. En 1887 naît Paul, leur unique enfant, dans la maison familiale à Thoissey.
Alfred Melot entame alors une carrière d'artiste peintre paysagiste. Il consacre sa vie à représenter les multiples aspects de son petit pays et plus particulièrement les bords de Saône, influencé à ses débuts par les paysages de Corot (1796-1875) et les ciels de Turner (1775-1851) et ensuite par Auguste Ravier (1814-1895). Contemporain des grands mouvements qui ont bouleversé la peinture, comme son ami artiste peintre Joannès Drevet (1854-1940),  Alfred Melot n'a pas cherché à développer particulièrement sa notoriété. Il n'en laisse pas moins un œuvre considérable et de choix, très représentative du paysage comme on le concevait à la fin du XIXe  et au début du  XXe siècle. Il participe toutefois à de nombreux salons à Bourg-en-Bresse, Genève, Mâcon, Lyon.

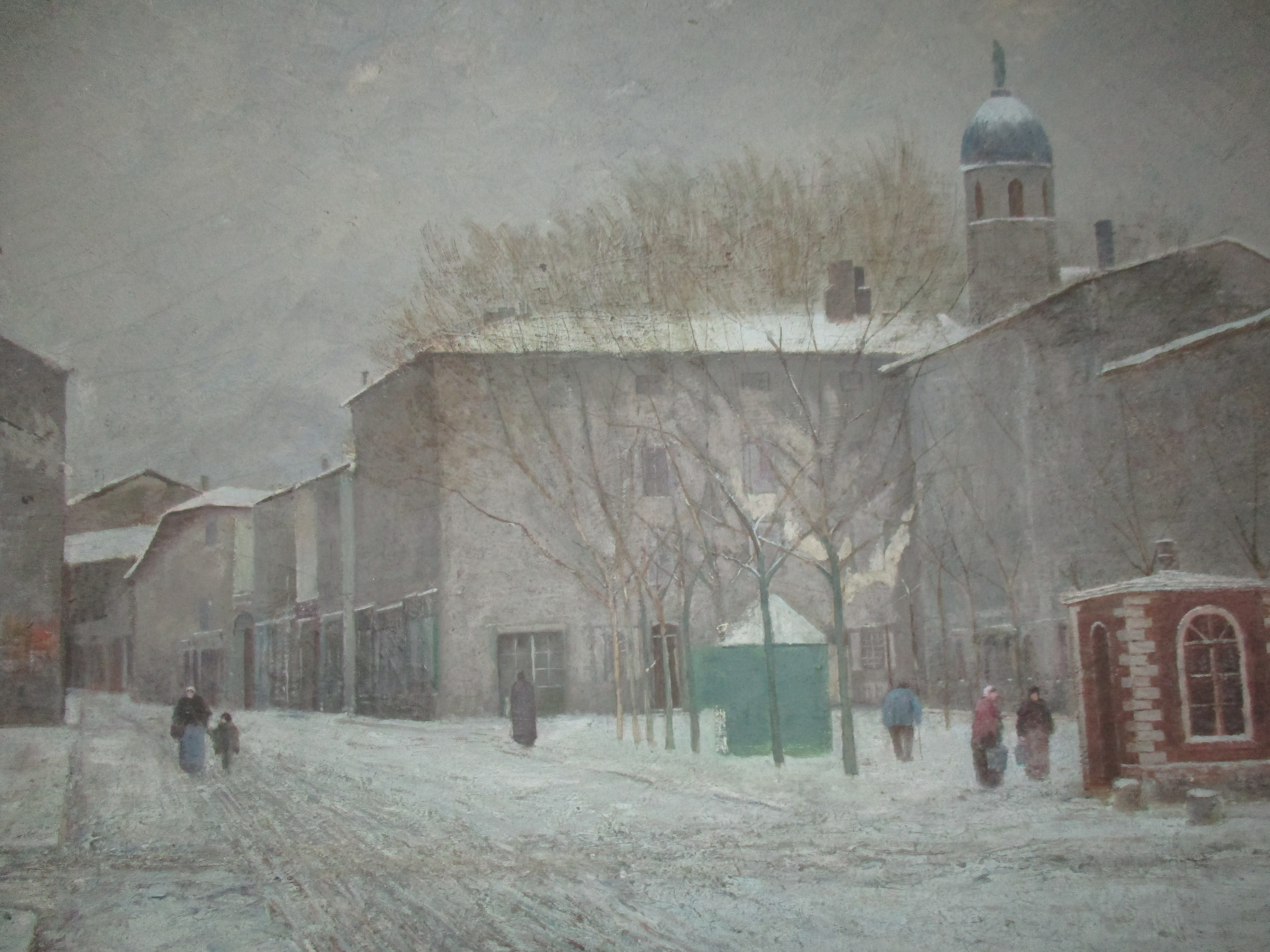
Paysage sous la neige, localisation inconnue.

À partir de 1908, à la mort de l'abbé Paul Taconnet, son premier maitre et ami, il succède à la chaire de dessin du collège de Thoissey jusqu'à la fermeture définitive de l'établissement en 1914. Pendant près de 40 ans, il est le secrétaire de la Société des anciens élèves du collège de Thoissey.
Si l'art pictural est sa passion, il aime les livres non pas en bibliographe mais en véritable amateur de la littérature. Érudit, écrivain, il collabore à divers journaux locaux, dont Le Nouvelliste de Lyon et La République lyonnaise. Il publie de nombreux articles dans l’Écho paroissial au sujet de l'histoire locale de la commune et édite un ouvrage Thoissey. La ville et ses environs. On lui doit également en 1934 L'Aperçu historique du collège de Thoissey.
Alfred Melot vit à l'écart, s'éloigne des cimaises des salons. Cependant, chez lui se retrouvent fréquemment Paul Taconnet, les photographes Max et André Dotta, le graveur Charles Pinet (1867-1932), l'aquafortiste Joannès Drevet,  et bien autres encore qui forment une petite société d'artistes. Souvent l'été, Alfred Melot rejoint une autre communauté d'artistes réunie à Saint-Paul-de-Varax comprenant Louis Jourdan, Jean-Aimé Saint-Cyr Girier et Pierre Combet-Descombes.
Le 31 juillet 1941, Alfred Melot meurt dans la chambre natale.

## Expositions

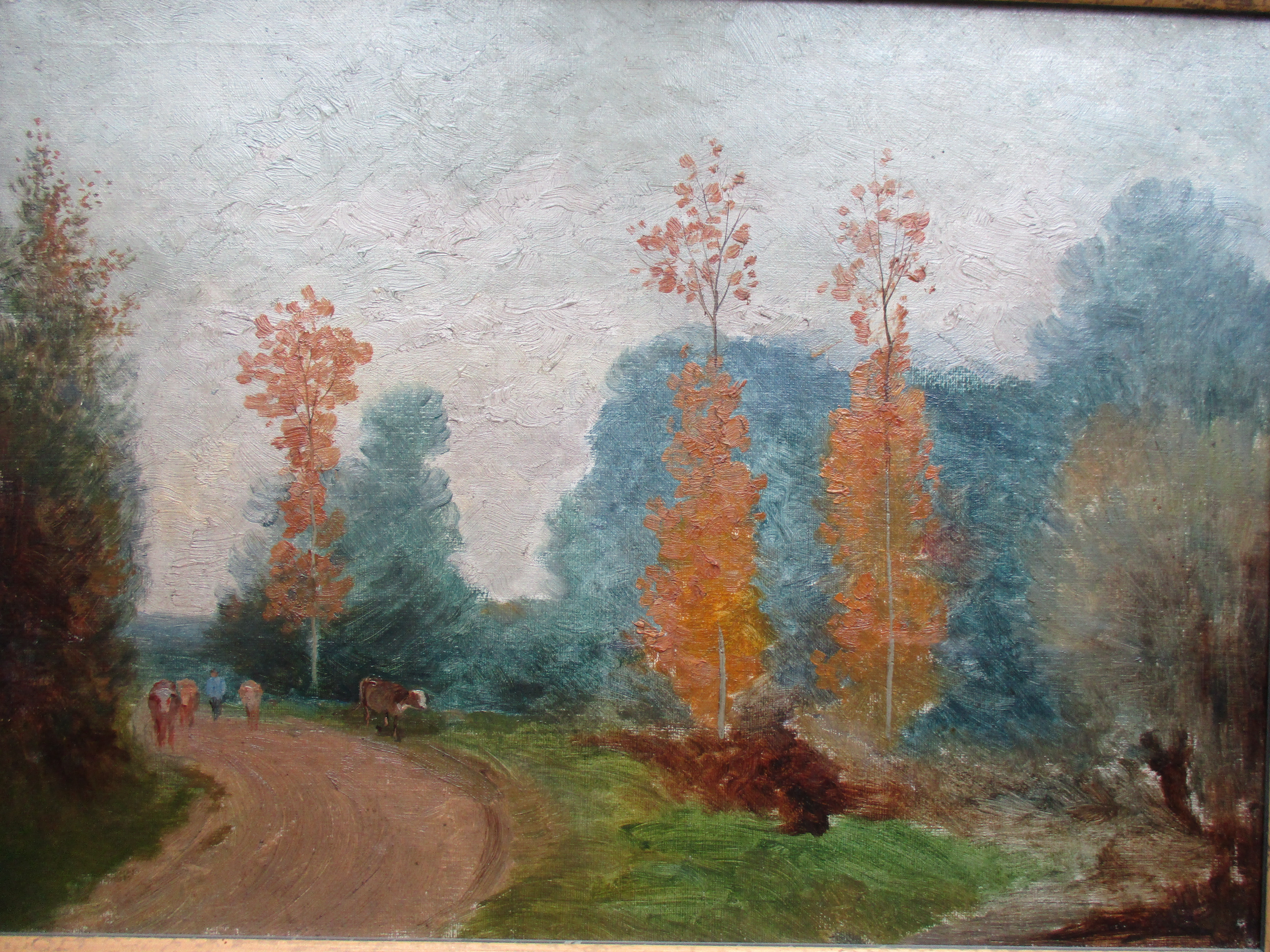
Paysage, localisation inconnue.

- Société des amis des arts de Bourg, 1882
  - 209 : À Thoissey (dessin à la plume)
  - 210 : Le hameau de Challes, effet de neige (dessin à la plume)
- Société lyonnaise des beaux-arts, 1888
  - 462 : Un chemin en hiver
- Société lyonnaise des beaux-arts, 1889
  - 608 : Jour de neige à Challes, près de Thoissey
  - 608 bis : Coin de bois à Saint-Jean-d'Ardières (Rhône)'
- Genève, 1889, Exposition philomathique, médaille d'honneur au travail
- Genève, 1890, médaille d'or de 1re classe avec diplôme spécial
- Société lyonnaise des beaux-arts, 1891
  - 586 : Entrée de village, Saint-Jean (Rhône)
  - 587 : Temps de neige, Saint-Didier (Ain)
- Société lyonnaise des beaux-arts, 1893
  - 471 : Brume du soir en novembre, soleil couchant
- Société lyonnaise des beaux-arts, 1896
  - 502 : Soir dans la Haute Saône, lune au crépuscule
  - 503 : Temps de pluie à Thoissey, la place en novembre
  - 862 : Chemin à la nuit tombante

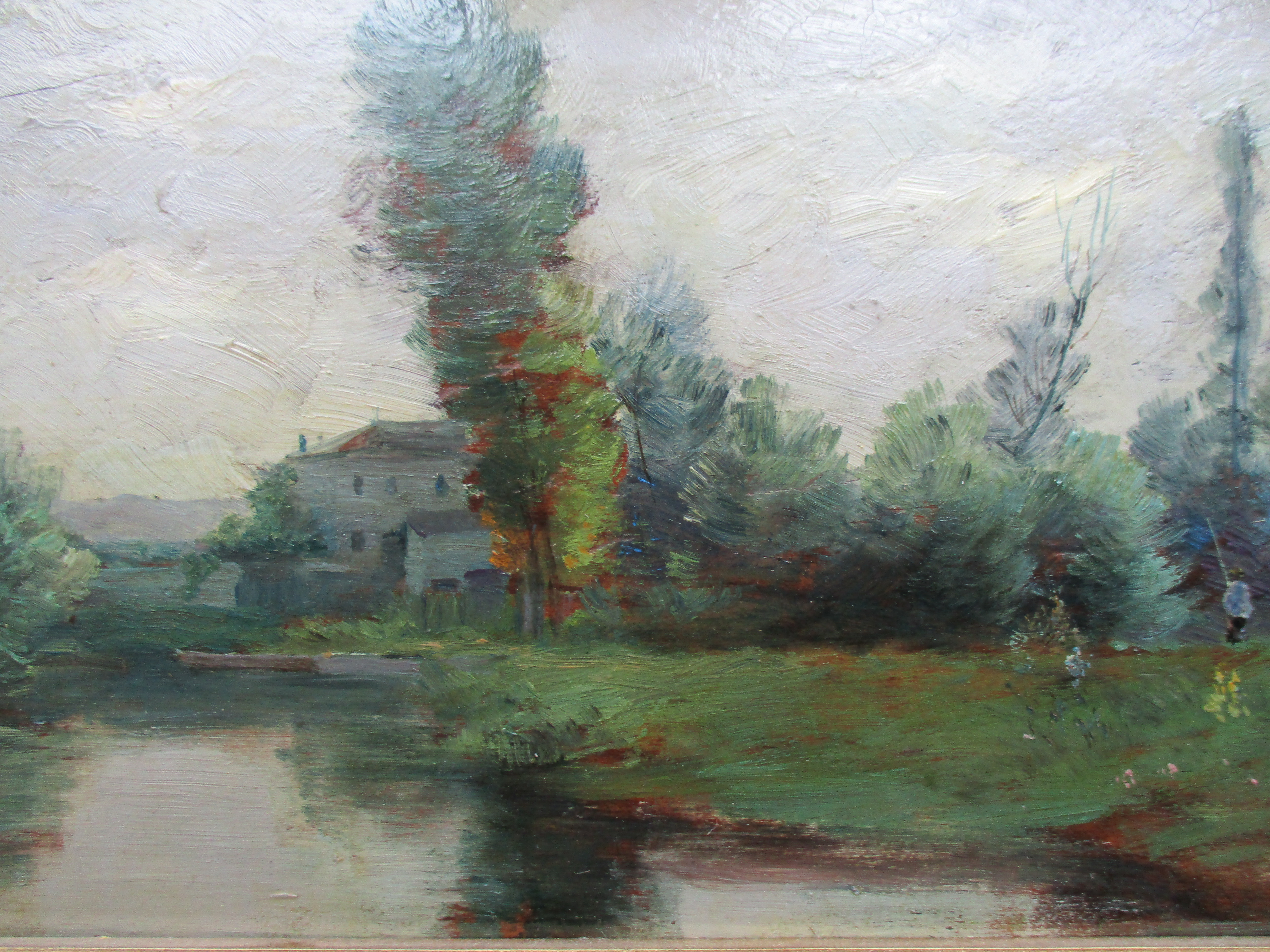
Paysage, localisation inconnue.

- Exposition des Beaux-arts de Mâcon, 1907
  - 124 : Nuit tombante à Challes
  - 125 : Chemin en automne (étude)
  - 265 : Jardin sous la neige (pastel)
- Exposition des beaux-arts de Macon, 1908
  - 120 : Le Pré de la Lye sous la neige (soleil couchant)
  - 121 : La Place du Collège un jour de pluie
  - 122 : Coin de jardin en automne
  - 123 : Ma rue à la nuit tombante (effet de neige)
  - 214 : Soir sur les bords de la Chalaronne (pastel)
- Exposition de la Société mâconnaise des amis des arts, 1923
  - 178 : Le Chemin de la passerelle de Thoissey, les premières feuilles
  - 299 : Lever de lune derrière l'ancien bois de l'écluse à Saint-Jean-d'Ardières (fusain, aquarelle et gouache)
  - 300 : Meules de la ferme. Déduits à la nuit tombante (Saint-Jean) (fusain et pastel)
  - 301 : Soir de septembre Vellexon (Haute-Saône) (pastel)
- {{11e[exposition}} de la Société mâconnaise des amis des arts, 1931
  - 383 : La Mare du chemin des oiseaux en hiver (peinture)
  - 384 : Lever de lune derrière le hameau de Challes (peinture)
  - 385 : Entrée de Thoissey (côté des écoles)
  - 386 : Le Creux de la Morelle à Thoissey (peinture)
  - 387 : Petite mare au port (peinture)
  - 388 : Souvenir d'automne (peinture)
  - 389 : Nuit tombante près de Thoissey (fusain et pastel)
  - 390 : Soir près des Rollets (Saint-Didier) (fusain et gouache)
- Société lyonnaise des beaux-arts, 1933
  - 346 : La Barrière du château à Thoissey
  - 604 : Soleil couchant sur le chemin de Dracé (dessin à la plume aquarellé)
  - 605 : Lever de lune à Saint-Jean-d'Ardieres (fusain rehaussé)
- 12e exposition de la Société mâconnaise des amis des arts, 1933
  - 316 : Soleil couchant près de l'Arquebuse inondé (peinture)
  - 317 : Soir au port de Thoissey-Les maisons des pêcheurs (peinture)
  - 318 : L'Entrée du pré du canal à la nuit tombante (fusain rehaussé)
- Société lyonnaise des beaux-arts, 1934
  - 302 : Le Canal de Thoissey à la Saône
  - 303 : Soir d'hiver à Challes : le retour à la ferme
- Société lyonnaise des beaux-arts, 1935
  - 303 : Fin de rentier
  - 533 : Lever de lune dans la Haute-Saône (fusain rehaussé)
- 13e xposition de la Société mâconnaise des amis des arts, 1935
  - 307 : Soir (peinture)
- 14e xposition de la Société mâconnaise des amis des arts, 1937
  - 102 : Lever de lune à Saint-Didier-sur-Chalaronne (peinture)
  - 103 : En chômage (peinture)
- Société lyonnaise des beaux-arts, 1937
  - 268 : Souvenir d'automne
  - 269 : Lever de lune à Saint-Didier

- juillet 2017 : « Thoissey vu par son peintre Alfred Melot », mairie de Thoissey, exposition organisée par son arrière-petite-fille L. Etcheverria.

#### Ouvrages généralistes
- Alain Vollerin, Le Salon de Lyon, le prodigieux parcours de la Société des beaux-arts depuis son origine, Mémoire des arts, 2007.

#### Ouvrages d'histoire locale
- Thoissey, comme fleur au soleil. Photographies des freres Dotta, introduction de N. Catherin, conservatrice du musée Chaintreuil, 2003.
- Richesses touristiques et archéologiques du canton cle Thoissey, département de l'Ain, pré—inventaire (1994), p. 284 : « Personnages célèbres ».
- Les Amis du vieux Thoissey et de son canton, Artistes contemporains du canton de Thoissey XIXe et XXe siècles, 2013, pp. 12 à 15.
- Histoire et Généalogie en Beaujolais/Saint Jean d’Ardiére, bulletin n° 14, 2015.
- L. Desbat, Les riches haures de Thoissey ; 1900-1950, 1992.

#### Catalogues d'exposition
- Livret explicatif des ouvrages de peinture, sculpture, dessin, gravure, etc., admis à l’exposition de la société des Amis des Arts de l’Ain, 1882.
- Livret des expositions de la Société mâconnaise des amis des arts, 1807, 1808, 1923, 1931, 1933, 1935, 1937.
- Salons et expositions à Lyon 1786-1918, catalogue des exposants et liste de leurs œuvres, 1888, 1889, 1891, 1893, 1896.
- Salons à Lyon. 1919-1945. Répertoire des exposants et liste de leurs œuvres, tome ll, Dijon, L'Échelle de Jacob—MMX, 1933, 1934, 1935, 1937.
- Paul Cattin, Répertoire des artistes et ouvriers d'Art de l'Ain.

#### Articles de presse
- « A. Melot vient d’obtenir une médaille d’or », Le journal de l’Ain, 1890.
- « Au salon avant l'ouverture », Le Salut public, no 53, 21 février 1896, p. 3.
- « Au college de Thoissey », Le Salut public, no 149, 24 juin 1935 p. 4.
- « Mort du peintre A. Melot », Lyon-Soir, no 213, 2 août 1941, p. 2.
- « Les funérailles de M. A. Melot », Lyon-Soir, no 216, 5 août 1941, p. 2.
- « Mort du peintre Alfred Melot », Le Salut public, no 213,‎ 2 août 1941